# 碘仿
碘仿（英語：Iodoform）是化学式为CHI3的化合物，属于卤仿的一员。它是淡黄色的挥发性晶体，有甜味和刺激性气味。微溶于甘油、石油醚和醇（78 g/L, 25 °C），有限可溶于氯仿、乙酸和乙醚（136 g/L, 25 °C），易溶于苯和丙酮（120 g/L, 25 °C）。

## 物理性质
35~92°C时，碘仿的升华焓为69.9kJ.mol−1。其分子参数为：d(C-I) = 2.12 ± 0.04 Å、d(I-I) = 3.535 ± 0.01 Å及d I-C-I = 113°，偶极矩1D，空间群P63，晶胞参数a = 6.83 Å，c = 7.52 Å。
5.63MPa时，碘仿的临界点为584.85°C。折射率1.786（D, 20 °C）。

## 合成
它首先由Georges Serrulas于1822年合成，分子结构则由杜马（Jean-Baptiste Dumas）在1834年釐清。
碘仿可由卤仿反应合成，原料是碘、氢氧化钠和以下任意一种化合物：
- 甲基酮：CH3COR，R是有机基团
- 乙醛：CH3CHO
- 乙醇：CH3CH2OH
- 甲基二级醇：CH3CHROH，R是烷基或芳基

因碘在鹼性環境中易發生歧化反應而分解，故有時候會以漂白水(含有強氧化力且為鹼性的次氯酸鈉)直接加入含碘離子及上述有機化合物的混合溶液中製備碘仿。
以上的碘仿反应常用于检验甲基酮的存在，称为碘仿试验。若反应后出现黄色碘仿沉淀，则可证明试样中存在甲基酮。

## 反应
有些试剂（比如氢碘酸）可将碘仿转化为二碘甲烷。
也可将碘仿转化为二氧化碳：碘仿与硝酸银反应先生成一氧化碳，再经硫酸和五氧化二碘氧化。

## 用途
20世纪初开始，碘仿被用作伤口防腐药，现已被更好的物质代替。
歷來作為止血首選，美軍隨身包必備碘仿紗布密封包。